# Клавдія I (герцогиня Бретані)
Клавдія І (фр. Cloude de France; 13 жовтня 1499, Роморантен-Лантене — 20 липня 1524, Блуа) — герцогиня Бретанська suo jure, з 1515 року королева консорт Франції, старша дочка Людовика XII та Анни Бретонської. Була дружиною Франціска I і матір'ю Генріха II, відповідно останні три королі з династії Валуа були її внуками.

## Ранні роки
Клавдія або Клод народилася 13 жовтня 1499 року в Роморантен-Лантене, в родині короля Франції, Людовика XII і його другої дружини, герцогині Бретані Анни І; вона була старшою дитиною і старшою дочкою двох виживших дітей пари. Дівчинка була названа на честь Святого Клавдія, до могили якого Анна здійснила паломництво в надії народити живу дитину: у двох шлюбах у королеви Анни було щонайменше чотирнадцять вагітностей, при цьому тільки двоє дітей пережили дитинство і юність — Клавдія і її молодша сестра Рената, яка народилася в 1510 році.
Принцеса виховувалася в суворості за образом її благочестивої матері. Оскільки її мати не мала живих синів, Клавдія стала спадкоємицею Бретанського герцогства. Згідно з салічним законом ні Клавдія, ні її сестра не могли успадкувати французьку корону, оскільки вона могла відійти тільки до спадкоємця по чоловічій лінії. Разом з тим, королева Анна, яка не бажала залишити доньку без бретонського спадщини, за допомогою кардинала Амбуаза вирішила відокремити Бретань від французької корони. Кардинал почав суперечку з П'єром де Роан-Жи, маршалом, який палко підтримував ідею шлюбу між принцесою і герцогом Валуа, спадкоємцем французької корони, яка таким чином зберігала союз Бретані і Франції.

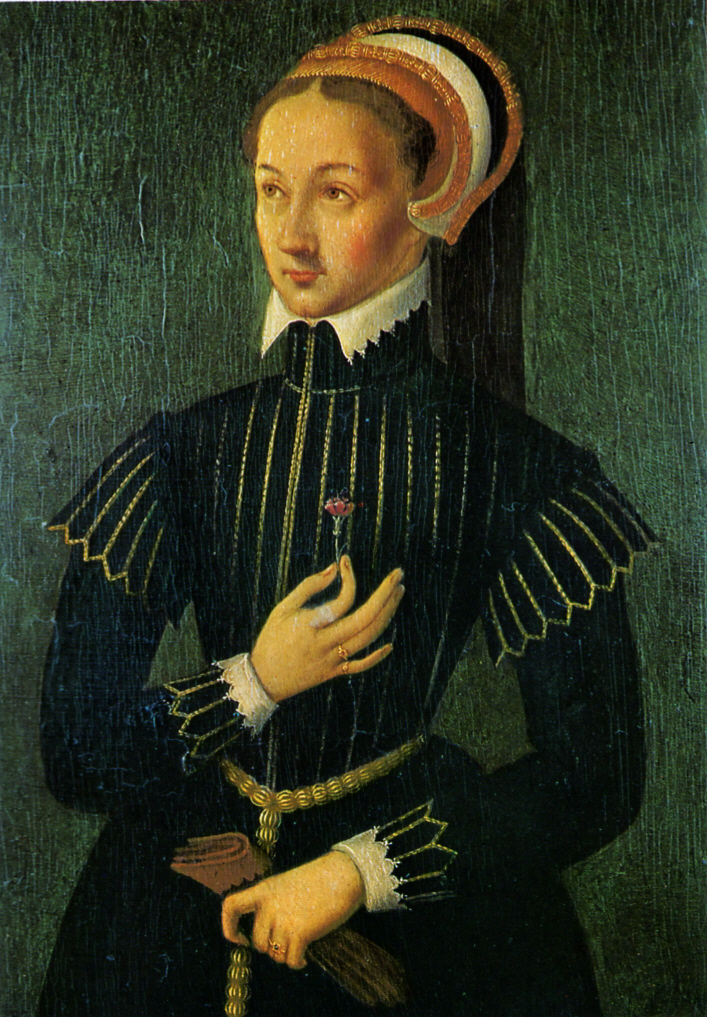
портрет Клод Французької, 1516 рік

10 серпня 1501 року в Ліоні був підписаний шлюбний договір між дворічною Клод і майбутнім імператором СРІ Карлом V; підписантами виступили Франсуа Бузлейден (архієпископ Безансона), Гійом де Крой, Ніколас де Руттер і П'єр Лезземан, усі посли Філіпа I Габсбурга, батька Карла. Частиною договору обумовлювалося спадкування Бретані молодим принцом, а також становлення його наступним у лінії спадкоємства тронів Кастилії, Арагона і Австрії і бургундських володінь. На додаток, договір у Блуа давав Клавдії чимале придане, ймовірно, на випадок смерті Людовика XII при відсутності у нього спадкоємців чоловічої статі: крім Бретані, Клавдія отримувала герцогства Мілан і Бургундію, графства Блуа і Асті і території Генуезької республіки, окуповані Францією. Таким чином, причини майбутнього суперництва Карла V І Франциска I були визначені ще до того, як вони стали монархами. 1505 року, будучи серйозно хворим, побоюючись за своє життя і не бажаючи загрожувати майбутньому царювання свого єдиного спадкоємця, Людовик XII розірвав заручини дочки і Карла V на користь герцога Валуа. До того ж, раніше Луїза Савойська отримала від короля таємну обіцянку, що Клавдія вийде заміж за її сина. Таким чином, план маршала Жі, проти якого виступала королева Анна, був схвалений самим королем. Анна застосувала весь свій вплив, щоб парламент у Парижі засудив маршала за зраду.

## Шлюб

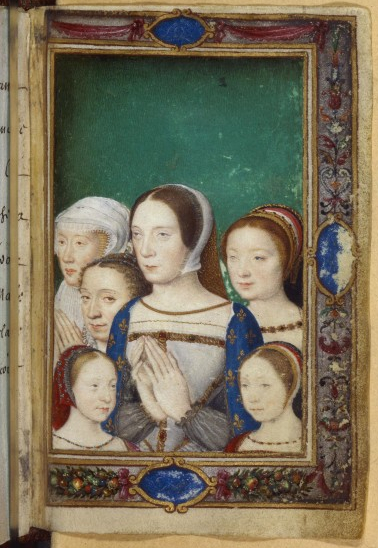
Клавдія в оточенні своїх дочок (Шарлотти, Мадлен, Маргарити), сестри Ренати (або померлої дочки Луїзи) і другої дружини Франциска Елеонори Габсбург. «Livre d heures de Catherine de Medicis», 1550

9 січня 1514 року померла матір Клавдії королева Анна, Клавдія стала герцогинею Бретані; ще чотири місяці потому, 18 травня, в Сен-Жермен-ан-Ле Клавдія вийшла заміж за свого троюрідного брата, Франциска. Цим союзом Бретань закріплювалася за французькою короною у випадку, якщо третій шлюб короля Людовика XII з англійською принцесою Марією, укладений 9 жовтня 1514 року, не принесе довгоочікуваного спадкоємця. Як би там не було, шлюб виявився недовгим і бездітним: Людовік XII помер менш ніж через три місяці після весілля, на загальну думку через надмірні потуги в справі зачаття спадкоємця. Франциск і Клавдія стали королем і королевою — це був третій випадок в історії, коли герцогиня Бретані ставала королевою Франції. .

## Королева Франції
При дворі, вже будучи королевою, Клод залишалася в тіні своєї свекрухи Луїзи Савойської та зовиці Маргарити Ангулемскої. Фактично, Клод ніколи не правила своїм герцогством; у 1515 році вона передала чоловікові у вічне користування уряд своїх домініонів. На відміну від молодшої сестри, Клод не проявляла інтересу до материнського спадку, а так як вона не цікавилася політикою, королева вирішила присвятити себе релігії, опинившись під впливом, як вважають деякі історики, духівника її свекрухи.
Після того, як Франциск став королем, до двору Клод приєдналася Анна Болейн. Існує припущення, що Анна була перекладачкою Клод на зустрічах з англійськими гостями. Наприкінці 1521 року Анна повернулася до Англії, де пізніше стала королевою-консортом. Іншою знаменитою фрейліною Клод була Діана де Пуатьє, яка згодом стала коханкою її сина Генріха II.
Клод була коронована в абатстві Сен-Дені 10 травня 1517 року кардиналом Філіпом де Люксембургом, який «помазав їй груди і чоло». Майже всі дев'ять років шлюбу Клод провела в нескінченних вагітностях. У її чоловіка було багато коханок, але всі вони були порівняно стримані. У власній родині Клод ввела суворий моральний кодекс, ігнорувати який мало хто наважувався. Брантом писав про Клод:

Повинен сказати, мадам Клод Французька була дуже гарною і дуже милосердною, була мила з усіма і ніколи не виявляла незадоволення ні при дворі, ні в її домініонах. Вона була глибоко шанована королем Людовіком і королевою Анною, батьком і матір'ю, і вона завжди була хорошою дочкою для них; після того, як король прийняв мирову герцога Міланського, він оголосив і проголосив Клод в паризькому парламенті герцогинею двох прекрасних герцогств християнського світу, Мілана і Бретані, від одного батька і іншого від матері. Що за спадкоємиця! Якщо дозволите. Обидва герцогства приєдналися в ім'я всього доброго до нашого прекрасного королівства.

Пішак настільки багатьох династичних маневрів, Клод була невисокого зросту і страждала сколіозом, який зробив її спину сутулою, в той час як її чоловік був «великий і атлетичний». Численні послідовні вагітності зробили її тіло пухким, що стало причиною насмішок при дворі. Іноземні посли відзначали її «повноту», кульгавість, косе ліве око, малий зріст і потворність, але й визнавали за нею добрі якості. Однак, при дворі після смерті батьків Клод не жалували. Брантом писав, що Франциск «заразив Клод сифілісом, що безсумнівно скоротило її дні. А мадам регент Луїза Савойська постійно знущалася над нею…» Франциск же у цей час знаходився під впливом своєї всюдисущої фаворитки Франсуази де Фуа.

## Смерть

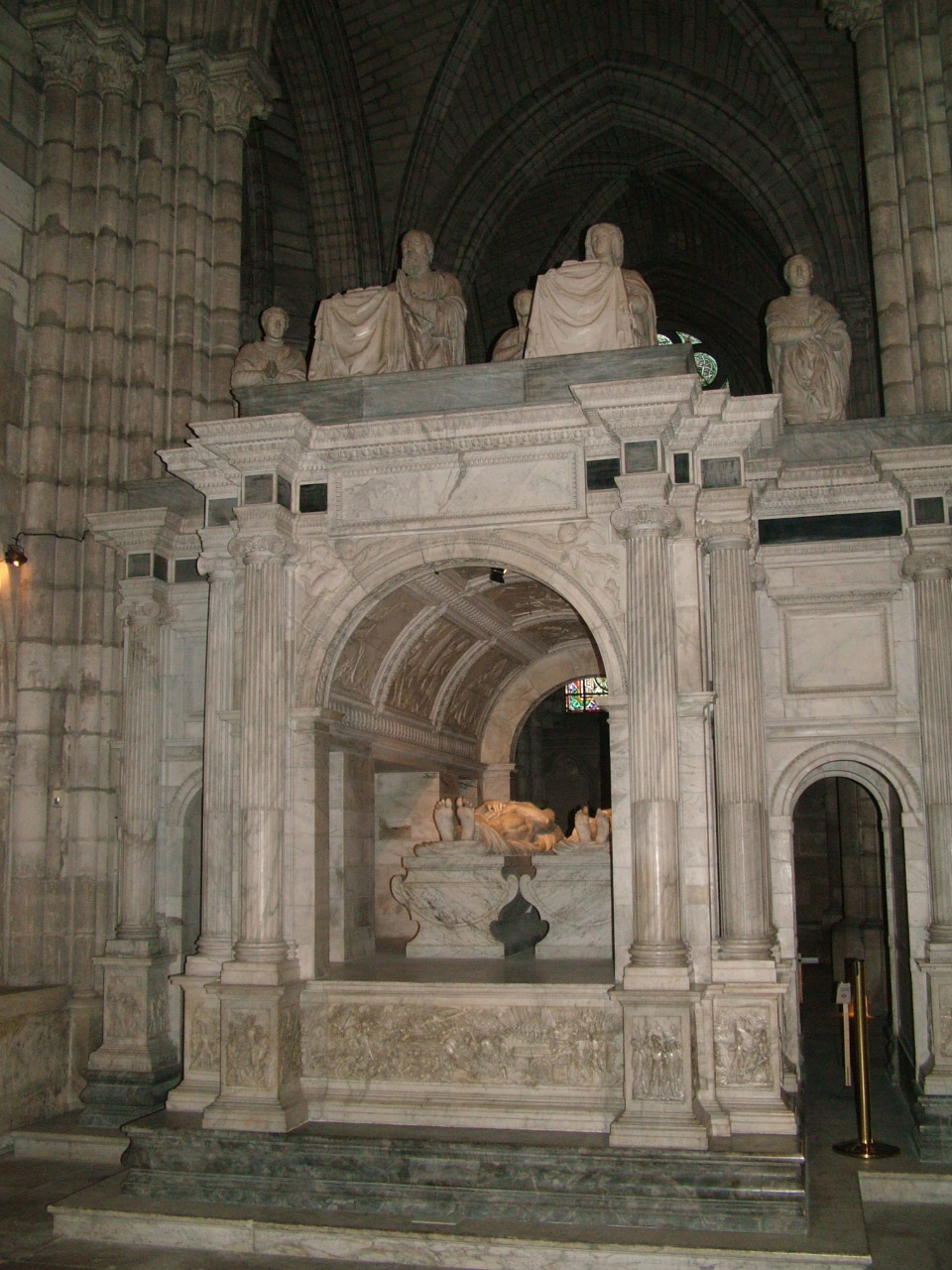
Могила Франциска і Клавдії в абатстві Сен-Дені

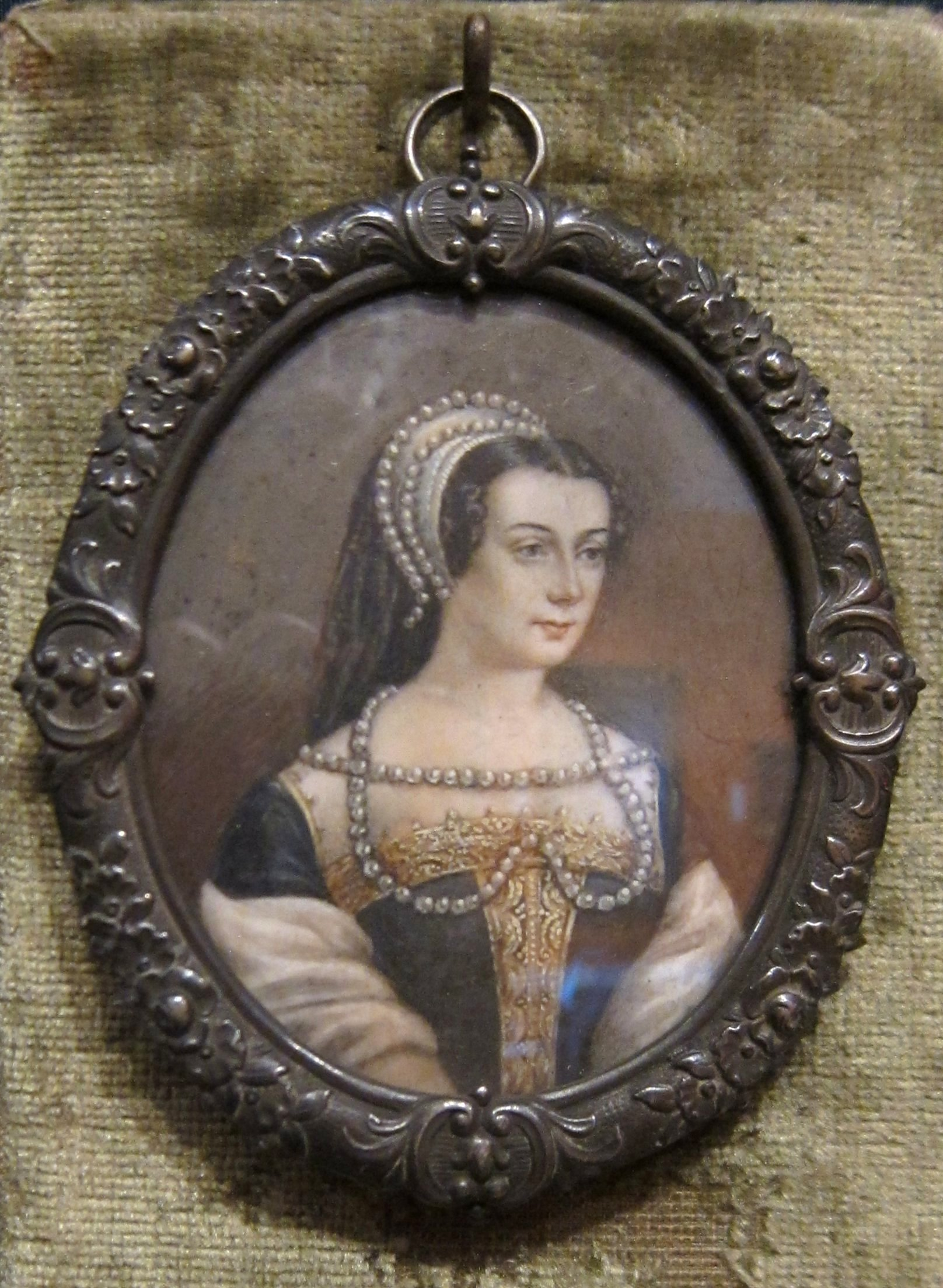
портрет Клавдії за рік до смерті

Клавдія померла 20 липня 1524 року в Блуаському замку у віці 24-х років. Безпосередньою причиною її смерті стало народження сина Філіпа, який помер 1525 року. Деякі історики заперечують його існування; інші вважають, що Клавдія померла від виснаження через численні вагітності або перенесений раніше кістковий туберкульоз (як і її мати). Клавдія була похована в абатстві Сен-Дені.
Після смерті Клавдії герцогство Бретань успадкував спочатку її старший син, дофін Франциск (опікуном став вдівець Клавдії), а після його смерті інший син — дофін Генріх, який після смерті батька став королем. Через кілька років після смерті Клавдії Франциск одружився вдруге: його обраницею стала Елеонора Австрійська, сестра імператора Карла V.

## Родина
Чоловік — Франциск (1494—1547), король Франції
Діти:
- Луїза 19.8.1515—21.9.1518)
- Шарлота (1516—1524)
- Франциск (1518—1536) — дофін Франції, коронований в Ренні як герцог Бретані під іменем Франциск III
- Генріх II (1519—1559) —король Франції, одружений з Катериною Медічі, мав нащадків
- Магдалина (1519—1559) —у шлюбі з Яковом V королева консорт Шотландії
- Карл (1519—1559) —герцог Орлеанський, помер в молодому віці без дітей
- Маргарита (1523—1574) — після шлюбу з Емануїлом Філібертом герцогиня Савойська